# Jazz Campus en Clunisois
Jazz Campus en Clunisois ist ein seit 1977 veranstaltetes Jazzfestival im burgundischen Cluny (Département Saône-et-Loire).
Seit 1977 findet das Festival Jazz Campus en Clunisois in der Kleinstadt Cluny zwischen Lyon und Dijon statt und bietet jedes Jahr im August für eine Woche ein Jazzprogramm sowie Workshops und Jam-Sessions an. Veranstalter ist die L’association Jazz Campus en Clunisois. Der Verein wurde um den Gründer und künstlerisch-pädagogischen Leiter des Cluny Jazz Festival, den Bassisten und Musikpädagogen Didier Levallet gebildet. Der Trägerverein umfasst viele Mitglieder: professionelle und Amateurmusiker, Mitglieder der Öffentlichkeit, die im Süden von Burgund und im Stadtgebiet Clunys leben, und Akteure des regionalen sozialen und kulturellen Lebens.

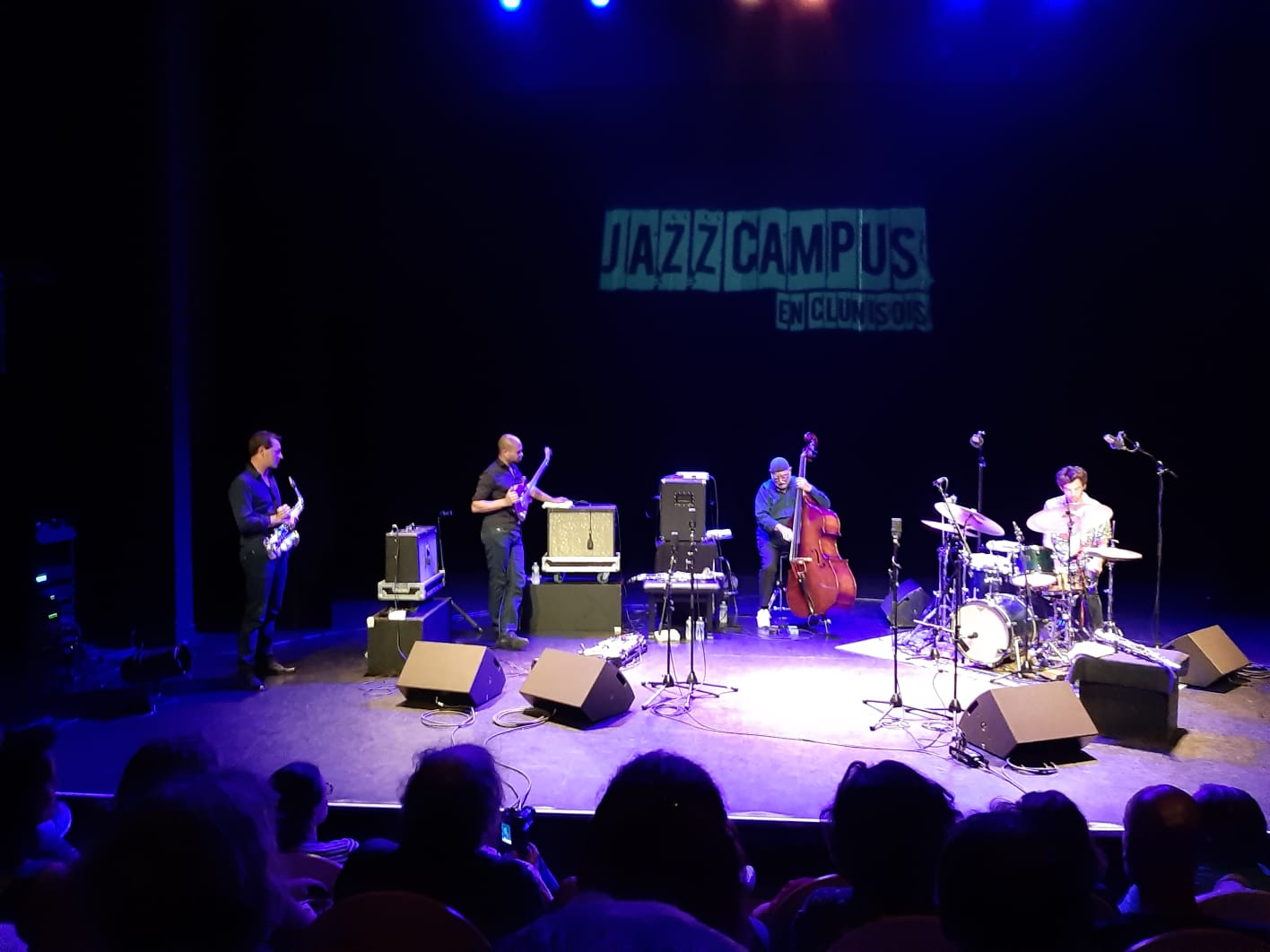
Das Henri Texier Sand Quintet auf dem Festival Jazz Campus en Clunisois 2019

Im Jahr 2017 fand Jazz Campus en Clunisois an acht Tagen mit 57 Künstlern und auf acht Spielstätten in und um Cluny statt, im Théâtre Les Arts, in der Abtei Cluny (Le Farinier des Moines) sowie in den nahe gelegenen Gemeinden Matour, Dompierre-les-Ormes und La Vineuse sur Fregande. Dabei hielten Denis Badault, Céline Bonacina, Vincent Courtois, Fidel Fourneyron, Simon Goubert und Jean-Philippe Viret Workshops ab. Auf den verschiedenen Bühnen traten u. a. Joachim Florent, Anne Paceo, Circles (Christophe Panzani, Leila Martial, Tony Paeleman), Dominique Pifarély, Sophia Domancich & Jean-Philippe Viret sowie die Formation Peuple Etincelle (mit François Corneloup, Michael Geyre, Fabrice Vieira, Eric Duboscq, Fawzi Berge) auf.
Im Jahr darauf spielten in Cluny Musiker wie Céline Bonacina, Jean-Marc Larché und Yves Rousseau, Christophe Monniot und Didier Ithursarry, Roberto Negro, Didier Petit und Sylvain Rifflet. 2019 traten u. a. Kamilya Jubran/Sarah Murcia, Élodie Pasquier, Xavier Desandre Navarre, Laurent Dehors, Géraldine Keller & Christelle Sery, ein Improvisationstrio mit Sophie Agnel, John Edwards und Steve Noble, außerdem Stéphane Kerecki und das Henri Texier Sand Quintett auf.